# Camillo Caccia Dominioni
Camillo Caccia Dominioni (7. února 1877, Miláno – 12. listopadu 1946, Řím) byl italský katolický duchovní a kardinál.

## Život
Narodil se 7. února 1877 v Miláně. Studoval ve Vyšším semináři v jeho rodném městě a poté na Papežské Gregoriánské univerzitě, kde dostal doktorát z kanonického práva. Na kněze byl vysvěcen 23. září 1899 z rukou Blahoslaveného Andrea Carla Ferrariho. Dále studoval na Papežské církevní akademii. Jako kněz působyil v Římě. Dne 24. září 1914 byl jmenován kaplanem Jeho Svatosti a 16. června 1921 mistrem papežské komory. Téhož měsíce a roku byl ustanoven apoštolským protonotářem. V únoru 1922 byl znovu zvolen mistrem papežské komory. Byl také kanonikem patriarchální Vatikánské baziliky.
Dne 16. prosince 1935 byl papežem Piem XI. jmenován kardinálem-jáhnem s diakonií S. Maria in Domnica. Téhož dne se stal protojáhnem Kolegia kardinálů. Zúčastnil se konkláve roku 1939.
Zemřel 12. listopadu 1946 v Římě na srdeční onemocnění. Jeho tělo odpočívá v kryptě Baziliky Svatého Ambrože a Karla v Římě.